# 杰西·欧文斯纪念体育场
40°00′44″N 83°01′39″W / 40.012358°N 83.027634°W
杰西·欧文斯纪念体育场是位于美国俄亥俄州哥伦布的一个可以容纳1万人的体育场，是俄亥俄州立大学七叶树男子及女子袋棍球队和足球队的主场。该体育场于2001年秋天开放，以曾是俄亥俄州立大学体育队的杰西·欧文斯命名。